# 北薩默塞特 (英國國會選區)
北薩默塞特（英語：North Somerset），英國國會一郡選區，包括英格蘭西南部薩默塞特郡，北薩默塞特的北部。
始於1885年，1918年被撤。1950年恢復，1983年又撤，2010年再恢復。2010年大選中保守黨的霍理林以49.3%選票成功連任。